# Édouard de Sonnier
Pour les articles homonymes, voir Sonnier.
Édouard de Sonnier, né le 19 avril 1828 à Blois (Loir-et-Cher) et mort le 13 novembre 1896 à Épeigné-sur-Dême (Indre-et-Loire), est un homme politique français.

## Biographie
Ancien élève du collège de Blois et de l'École d'administration, il devient avocat. Il quitte le barreau pour se consacrer à la gestion de ses propriétés. Conseiller général du canton de Marchenoir en 1872, il est député de Loir-et-Cher de 1876 à 1889, inscrit au groupe de l'Union républicaine. Il est l'un des 363 qui refusent la confiance au gouvernement de Broglie, le 16 mai 1877.

## Sources
- Ressource relative à la vie publique :   - Base Sycomore
- « Édouard de Sonnier », dans Adolphe Robert et Gaston Cougny, Dictionnaire des parlementaires français, Edgar Bourloton, 1889-1891 [détail de l’édition]